# Polipeptid pancreatic
Polipeptidul pancreatic este un polipeptid secretat de celulele PP din pancreasul endocrin, predominant în capul pancreasului. Este alcătuit din 36 de resturi de aminoacizi, și are masa moleculară de aproximativ 4200 Da.
PP are rolul de a autoregla secreția pancreatică (endocrină și exocrină); polipeptidul pancreatic mai are efect asupra concentrației de glicogen hepatic și asupra secrețiilor gastro-intestinale.
Secreția de la om este crescută după un aport bogat în proteine, în timpul postului, exercițiu fizic, și hipoglicemie acută, și este scăzută de prezența somatostatinei și a glucozei introduse intravenos. Este considerat un antagonist al colecistokininei.